# جرج ماسویدال
خورخه ماسویدال (انگلیسی: Jorge Masvidal زادهٔ ۱۲ نوامبر ۱۹۸۴) بوکسور اهل ایالات متحده آمریکا است.
او در حال حاضر در رشته هنرهای رزمی ترکیبی در حال فعالیت است. او همچنین در سنین جوانی به مبارزات خیابانی می‌پرداخت. او در حال حاضر رکورد دار سریع ترین ناک‌اوت در سازمان یو اف سی است و هچنین با شکست دادن نیت دیاز کمربند قهرمانی BMF ‌را به تصاحب خود در آورد.